# Serie A 2019-2020 (hockey in-line)
La Serie A 2019-2020 è stata la 24ª edizione del massimo campionato italiano di hockey in-line. Il torneo ha avuto inizio il 26 ottobre 2019.
L'emergenza sanitaria dovuta alla pandemia di COVID-19 determinò l'annullamento della manifestazione e il torneo non fu assegnato.

## Squadre partecipanti
| Club            | Stagione | Città           | Stagione precedente                                   |
| --------------- | -------- | --------------- | ----------------------------------------------------- |
| Asiago Vipers   | dettagli | Asiago (VI)     | 5º in Serie A, quarti di finale dei play-off scudetto |
| Cittadella      | dettagli | Cittadella (PD) | 8º in Serie A, quarti di finale dei play-off scudetto |
| CUS Verona      | dettagli | Verona          | 4º in Serie A, semifinale dei play-off scudetto       |
| Diavoli Vicenza | dettagli | Vicenza         | 2º in Serie A, finale dei play-off scudetto           |
| Ferrara         | dettagli | Ferrara         | 7º in Serie A, quarti di finale dei play-off scudetto |
| Ghosts Padova   | dettagli | Padova          | 3º in Serie A, semifinale dei play-off scudetto       |
| Lepis Piacenza  | dettagli | Piacenza        |                                                       |
| Milano Quanta   | dettagli | Milano          | 1º in Serie A, vince i play-off scudetto              |
| Monleale        | dettagli | Monleale (AL)   | 9º in Serie A                                         |
| Real Torino     | dettagli | Torino          | 6º in Serie A, quarti di finale dei play-off scudetto |

## Stagione regolare

### Classifica finale
|  | Pos. | Squadra         | Pt | G  | V  | VR | PR | P  | GF  | GS | DR  |
|  | ---- | --------------- | -- | -- | -- | -- | -- | -- | --- | -- | --- |
|  | 1.   | Milano Quanta   | 36 | 12 | 12 | 0  | 0  | 0  | 106 | 23 | +83 |
|  | 2.   | Diavoli Vicenza | 33 | 12 | 11 | 0  | 0  | 1  | 98  | 31 | +67 |
|  | 3.   | Real Torino     | 24 | 12 | 7  | 1  | 1  | 3  | 49  | 33 | +16 |
|  | 4.   | Ghosts Padova   | 21 | 12 | 7  | 0  | 0  | 5  | 59  | 43 | +16 |
|  | 5.   | Asiago Vipers   | 16 | 12 | 4  | 2  | 0  | 6  | 47  | 55 | -8  |
|  | 6.   | Monleale        | 15 | 12 | 5  | 0  | 0  | 7  | 43  | 69 | -26 |
|  | 7.   | Ferrara         | 14 | 12 | 4  | 0  | 2  | 6  | 59  | 59 | 0   |
|  | 8.   | Cittadella      | 12 | 12 | 4  | 0  | 0  | 8  | 50  | 74 | -24 |
|  | 9.   | Lepis Piacenza  | 5  | 12 | 1  | 1  | 0  | 10 | 28  | 95 | -67 |
|  | 10.  | CUS Verona      | 4  | 12 | 1  | 0  | 1  | 10 | 29  | 86 | -57 |

Legenda:
  Squadra ammessa ai play-off scudetto.
  Squadra campione d'Italia.
  Squadra vincitrice della Coppa Italia.
  Squadra vincitrice della Coppa FIRS.
  Squadra vincitrice della Supercoppa italiana.
      Retrocesse in Serie B 2020-2021.
Note:
Tre punti a vittoria, due per la vittoria ai tempi supplementari/tiri di rigore, uno per la sconfitta ai tempi supplementari/tiri di rigore, zero a sconfitta.
In caso di arrivo di due o più squadre a pari punti, la graduatoria finale è stilata secondo la classifica avulsa tra le squadre interessate che prevede, in ordine, i seguenti criteri:
- punti negli scontri diretti;
- differenza reti negli scontri diretti;
- differenza reti generale;
- reti realizzate in generale;
- sorteggio.